# Trojmezí (Hrubý Jeseník)

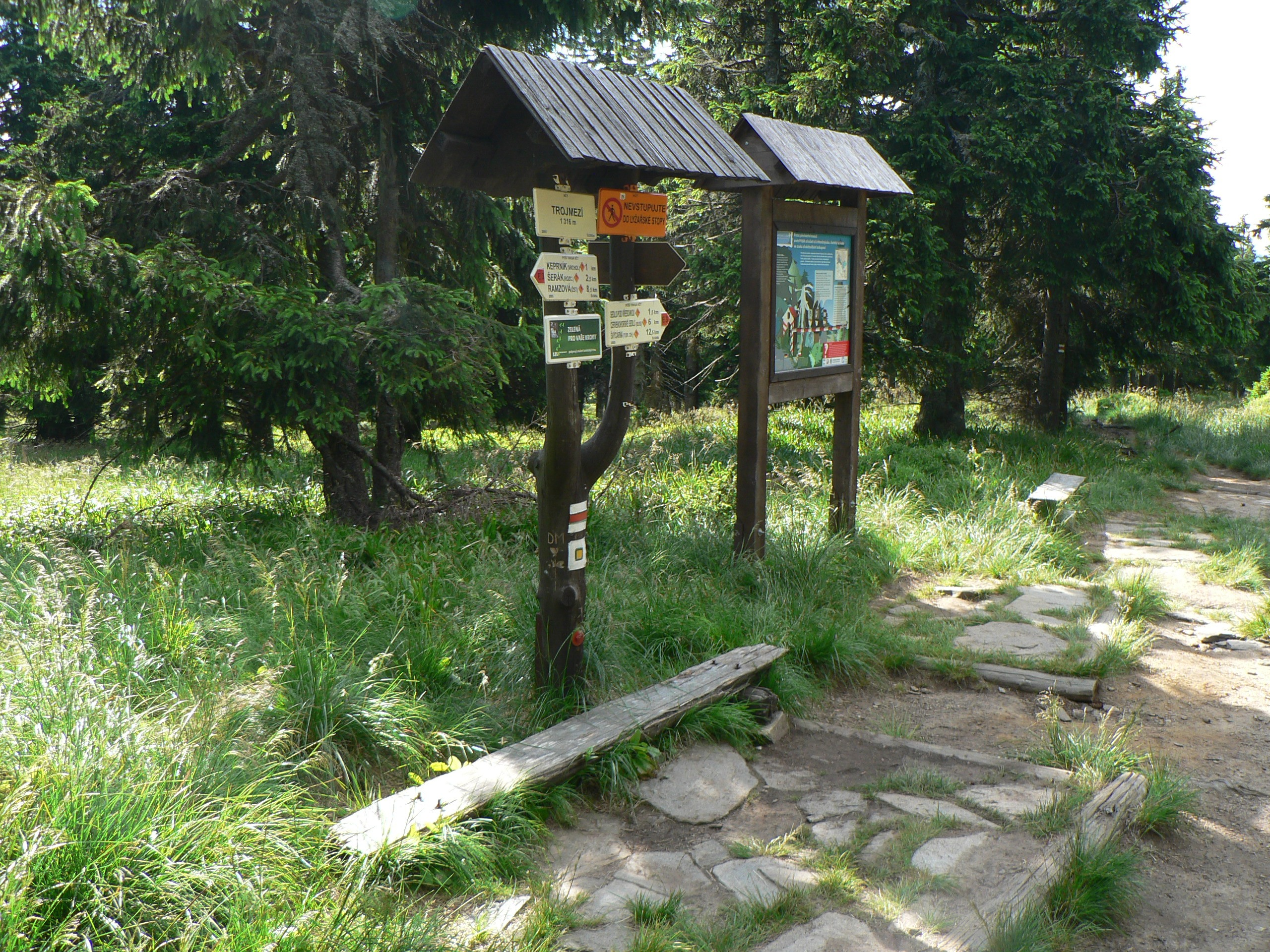
Trojmezí - křižovatka turistických cest

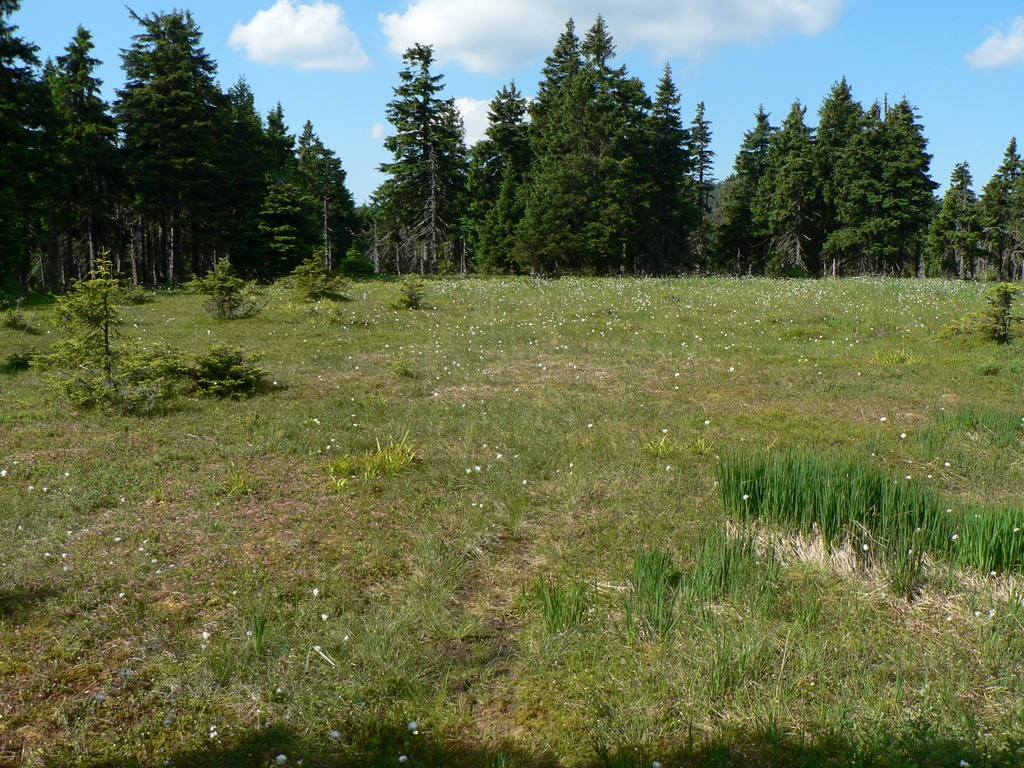
Rašeliniště u turistické cesty

Trojmezí je název plochého sedla (1316 m n. m.) v Keprnické hornatině Hrubého Jeseníku, kde se stýkají hřebeny Červené hory, Vozky a Keprníku v okrese Jeseník a okrese Šumperk. Název Trojmezí vychází ze skutečnosti, že se zde stýkaly hranice panství Velké Losiny, Kolštejn (dnes Branná) a Frývaldov (dnes Jeseník). Oblast Trojmezí je součástí Národní přírodní rezervace Šerák-Keprník charakteristická výskytem vrchovištních rašelinišť a pralesovitých porostů smrku.
V současné době lokalita představuje dokonce čtyřmezí – hranice obcí Bělá pod Pradědem, Loučná nad Desnou, Jindřichov a Ostružná se stýkají přibližně 60 metrů západně od rozcestí.

## Turistické trasy
Sedlem Trojmezí prochází červená turistická trasa  z Červenohorského sedla přes Keprník a Šerák do sedla Ramzová. V sedle se odděluje žlutá turistická značka  na Vozku a dále do Branné.

## Rašeliniště na Trojmezí

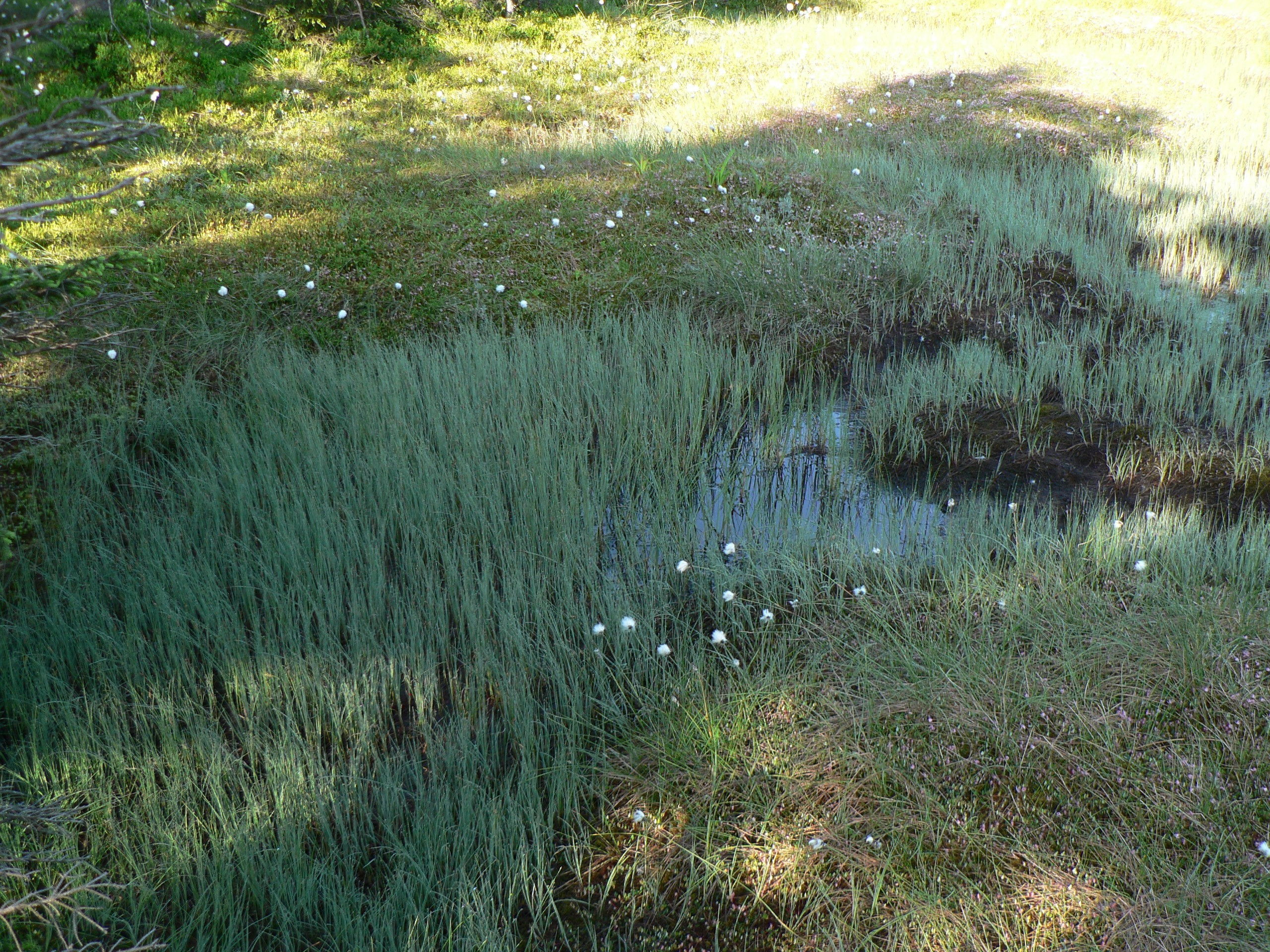
Porost ostřice bažinné na jednom z rašelinišť

V oblasti sedla se nachází několik poměrně rozsáhlých rašelinišť vrchovištního typu. Dvě z nich leží v blízkosti turistické cesty a jejich okraj je přístupný. U jednoho z nich byla Správou CHKO Jeseníky vybudována vyhlídka a umístěna informační tabule naučné stezky. Rašeliniště jsou významná především svou květenou. Roste zde kyhanka sivolistá, klikva bahenní a několik druhů pro rašeliniště charakteristických ostřic – ostřice bažinná a ostřice chudokvětá. K dalším typickým rostlinám patří suchopýr pochvatý a na okrajích rašelinišť vzácně rostoucí bradáček srdčitý.

## Pralesovité smrčiny

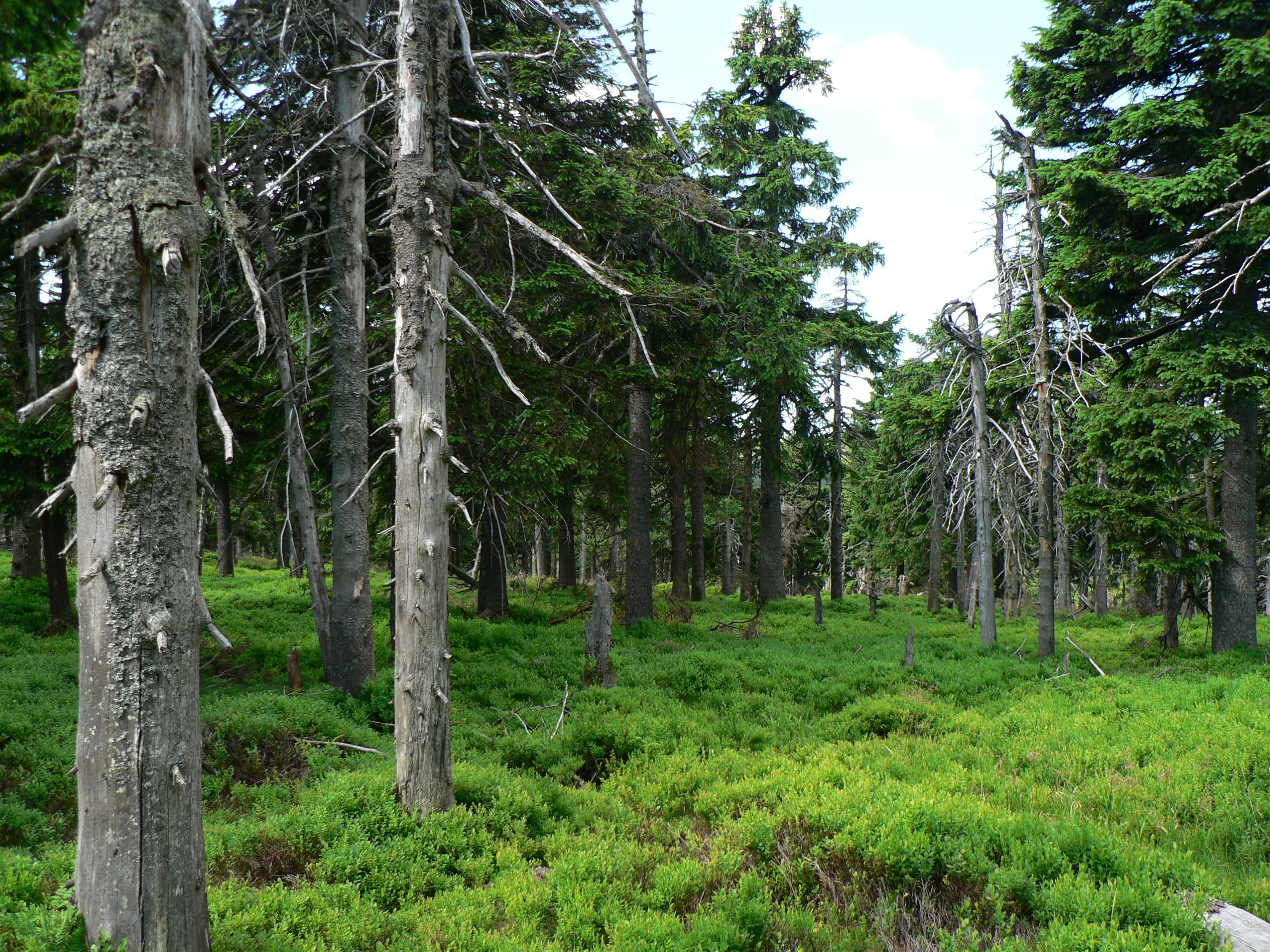
Pralesovitá smrčina v sedle

Druhým významným biotopem sedla Trojmezí jsou pralesovité smrčiny, které jsou po obvodu rašelinišť podmáčené, ve větší vzdálenosti přecházejí do smrčin třtinových. V tomto prostředí hojně rostou dva druhy plavuní – plavuň pučivá a vranec jedlový. K charakteristickým živočichům patří zejména některé druhy ptáků – ořešník kropenatý, kos horský a linduška lesní – a např. myšivka horská a rejsek horský.